# Mitrailleuse Arisaka Type 92
La Mitrailleuse Arisaka Type 92 commença à être utilisée en 1932 par l'armée japonaise. Malgré son calibre d'arme d'épaule, les Japonais la classaient comme "mitrailleuse lourde" et s'en servaient parfois comme arme anti-aérienne. Elle était surnommée "woodpecker" (pivert) par les Alliés en raison de son bruit caractéristique.

## Caractéristiques
Elle est approvisionnée par une bande d'étain de 30 cartouches qui est épuisée en sept secondes de tir soutenu. Un chargeur de rechange doit être soigneusement insérée dans l'alimentation, ce qui prenait du temps.
Lorsque le Japon a commencé à manquer de métal en 1945, le carton a été remplacé et les Nord-Coréens avaient des exemples de bandes d'étain et de carton.
Une usine de munitions japonaise a été capturée en Chine par le parti communiste chinois et a fonctionné plusieurs années pour celui-ci.

## Diffusion en dehors du Japon
Des armes prises sur les Japonais armèrent la Birmanie, la Chine, la  Corée du Nord, la  Corée du Sud, la France, l'Indonésie, la Thaïlande et le Viêt Nam, à la suite des conflits expansionnistes du Japon. Ainsi, cette arme connut les Guerre civile chinoise, Guerre de Corée, Guerre d'Indochine et  mais aussi le Conflit armé birman et la Révolution nationale indonésienne.